# Мафальда Карбонелл
Мафальда Карбонелл (ісп. Mafalda Carbonell; нар. 15 вересня 2008 року, Ель-Пуерто-де-Санта-Марія, Іспанія) — іспанська акторка.

## Життєпис
Мафальда Карбонелл Ареллано народилася 15 вересня 2008 року в Ель-Пуерто-де-Санта-Марія у родині актора, співака та гумориста Пабло Карбонелл. 
Мафальда працювала на телеканалі Disney Channel у серіалі "Клуб Худіні". У 2019 році акторка дебютувала у кінематографі (зіграла роль Бланки у фільмі Марії Ріполль "Жити двічі"). Робота Карбонелл була відзначена на кінофестивалі у Валенсії (ісп. Premios del Audiovisual Valenciano).

## Фільмографія
- Жити двічі (2019)